# Эуклидис-да-Кунья (микрорегион)

Эуклидис-да-Кунья на карте.

Эуклидис-да-Кунья (порт. Microrregião de Euclides da Cunha) — микрорегион в Бразилии, входит в штат Баия. Составная часть мезорегиона Северо-восток штата Баия. Носит имя бразильского писателя Эуклидиса да Куньи. 
Население составляет 298 180 человек (на 2010 год). Площадь — 19 273,375 км². Плотность населения — 15,47 чел./км².

## Демография
Согласно сведениям, собранным в ходе переписи 2010 г. Национальным институтом географии и статистики (IBGE), население микрорегиона составляет:						
| Полное население                             | Полное население                             | Полное население                             | Полное население                             | 298 180 |
| -------------------------------------------- | -------------------------------------------- | -------------------------------------------- | -------------------------------------------- | ------- |
| в том числе:                                 | Городское население                          | 111 489                                      | Процент городского населения, %              | 37,39   |
|                                              | Сельское население                           | 186 691                                      | Процент сельского населения, %               | 62,61   |
|                                              | Мужское население                            | 150 637                                      | Процент мужского населения, %                | 50,52   |
|                                              | Женское население                            | 147 543                                      | Процент женского населения, %                | 49,48   |
| Плотность населения, чел/км²                 | Плотность населения, чел/км²                 | Плотность населения, чел/км²                 | Плотность населения, чел/км²                 | 15,47   |
| Население микрорегиона в % к населению штата | Население микрорегиона в % к населению штата | Население микрорегиона в % к населению штата | Население микрорегиона в % к населению штата | 2,13    |

## Статистика
- Валовой внутренний продукт на 2003 год составляет 529 287 449,00 реалов (данные: Бразильский институт географии и статистики).
- Валовой внутренний продукт на душу населения на 2003 год составляет 1755,90 реалов (данные: Бразильский институт географии и статистики).
- Индекс развития человеческого потенциала на 2000 год составляет 0,571 (данные: Программа развития ООН).

## Состав микрорегиона
В составе микрорегиона включены следующие муниципалитеты:
1. Кансансан
2. Канудус
3. Эуклидис-да-Кунья
4. Монти-Санту
5. Нордестина
6. Кеймадас
7. Кижинги
8. Тукану
9. Уауа